# جون كامبل (سياسي كندي)
جون كامبل هو سياسي كندي، ولد في 1823، وتوفي في 7 نوفمبر 1901. انتخب عمدة لندن (1872 – ).